# Bob Martin (aviron)
Pour les articles homonymes, voir Bob Martin.
Robert Doud Martin dit Bob Martin, né le 19 juin 1925 à Tacoma et mort le 18 octobre 2012 à Gig Harbor, est un rameur d'aviron américain. 

## Carrière
Bob Martin participe aux Jeux olympiques de 1948 à Londres. Il remporte la médaille d'or en quatre avec barreur, avec Warren Westlund, Allen Morgan, Bob Will et Gordy Giovanelli.